# Laurent Casanova (Politiker)

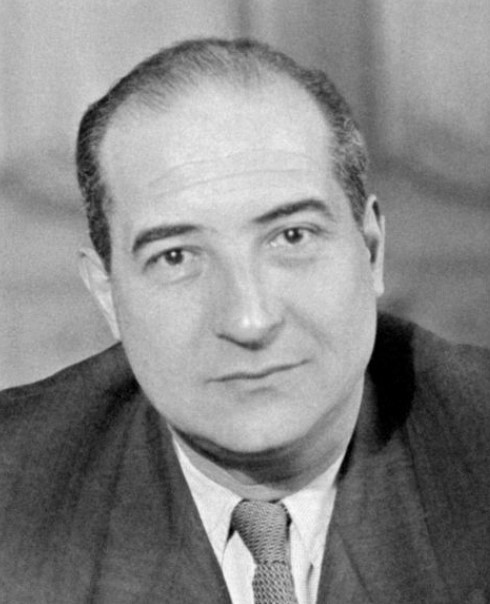
Laurent Casanova

Laurent Casanova (* 9. Oktober 1906 in Suk Ahras, Algerien; † 20. März 1972 in Paris) war ein Résistance-Kämpfer und Minister Frankreichs.

## Leben
Casanova entstammte einer korsischen Familie. Er studierte Jurisprudenz in Paris und wurde Sekretär einer Gruppe der Französischen Kommunistischen Partei (PCF).
Ab 1928 unterstützte er den Untergrund-Apparat der PCF. 
1933 heiratete er die Korsin Vincentella Perini, die 1936 die Union junger Französinnen (Union des Jeunes Filles de France), eine Mädchenorganisation der PCF gründete. Er selbst wurde 
1936 Assistent des PCF-Generalsekretärs Maurice Thorez.
Kurz nachdem er 1939 zur französischen Armee eingezogen worden war, wurde er durch die Daladier-Regierung in Haft genommen. Ihm gelang es zu fliehen und wieder Kontakt zur kommunistischen Untergrundorganisation zu erhalten. Nach der Besetzung Frankreichs beteiligte er sich am Widerstand zusammen mit Pierre Villon. Eine Zeit lang hatte er auch Kontakt mit Pablo Picasso und Louis Aragon.
Der Leiter der Widerstandsorganisation Francs-tireurs et partisans (FTP), Charles Tillon, ernannte 1944 Casanova zum FTP-Repräsentanten in der Assemblée consultative provisoire in Algier.
Im August 1944 wurde er als Abgeordneter des Départements Seine-et-Marne in die konstituierende Nationalversammlung gewählt, deren Abgeordneter er auch in der gesamten Zeit der IV. Republik von 1946 bis 1958 blieb. 
Ab Juli 1945 war Casanova Mitglied des Zentralkomitees der PCF. Anfang 1946 wurde er im Kabinett von Félix Gouin zum Ministre des Anciens combattants et des Victimes de la guerre und blieb dies auch im 1. Kabinett von Georges Bidault. In den 1950er Jahren war er Repräsentant der PCF im Rat der Mouvement de la Paix, der französischen Sektion der Mouvement mondial des partisans de la paix. 1960 erhielt er den Internationalen Lenin-Friedenspreis. Im Mai 1961 kam es zu Auseinandersetzungen innerhalb der Führung der PCF um die Bewertung des von Casanova unterstützten neuen Kurses in der Sowjetunion, was dazu führte, dass er nach dem XVI. Parteitag zusammen mit Marcel Servin und Maurice Kriegel-Valrimont nicht mehr der Parteiführung angehörte.

## Werke
- Le Parti communiste, les intellectuels et la Nation. (dt.: Die Kommunistische Partei, die Intelligenz und die Nation. Dietz Verlag, Berlin, 1951.)